# Janusz Trzciński (prawnik)
Janusz Stanisław Trzciński (ur. 1 lipca 1942 w Kuńkowcach) – polski prawnik, konstytucjonalista, profesor nauk prawnych, poseł na Sejm kontraktowy, sędzia i wiceprezes Trybunału Konstytucyjnego, w latach 2004–2010 prezes Naczelnego Sądu Administracyjnego, profesor zwyczajny Uniwersytetu Warszawskiego.

## Życiorys
Absolwent Liceum Ogólnokształcącego im. Henryka Sienkiewicza w Nowej Rudzie z 1960. W 1965 ukończył studia na Wydziale Prawa i Administracji Uniwersytetu Wrocławskiego. W 1971 uzyskał stopień naukowy doktora nauk prawnych, w 1978 otrzymał stopień naukowy doktora habilitowanego. W 1986 został profesorem nadzwyczajnym, nominację profesorską otrzymał w 1994. Zajmował stanowiska prodziekana (1984–1987) i dziekana (1987–1993) Wydziału Prawa i Administracji UWr. Był profesorem zwyczajnym w Katedrze Prawa Konstytucyjnego na tej uczelni. Objął stanowisko profesora zwyczajnego w Instytucie Nauk o Państwie i Prawie Wydziału Prawa i Administracji Uniwersytetu Warszawskiego.
W 1999 został członkiem  Komitetu Nauk Prawnych Polskiej Akademii Nauk. Pod jego kierunkiem stopień naukowy doktora uzyskali m.in. Małgorzata Masternak-Kubiak (1996), Ryszard Balicki (2001), Janusz Szymański (2001) i Marcin Wiącek (2009).
Od 1986 do 1988 był członkiem Rady Legislacyjnej, a w latach 2002–2004 pełnił funkcję jej przewodniczącego. Należał do Polskiej Zjednoczonej Partii Robotniczej, z ramienia partii sprawował mandat posła na Sejm X kadencji z okręgu Wrocław-Krzyki, trakcie kadencji przewodniczył Komisji Ustawodawczej. Uczestniczył w obradach Okrągłego Stołu w podzespole do spraw reformy prawa i sądów. W latach 1993–2001 pełnił funkcję sędziego oraz wiceprezesa Trybunału Konstytucyjnego. Następnie zajmował stanowisko sędziego Naczelnego Sądu Administracyjnego, 22 maja 2004 objął funkcję prezesa NSA. Po zakończeniu sześcioletniej kadencji został wiceprezesem NSA.
W 2004 wybrano go na wiceprzewodniczącego Stowarzyszenia Rad Stanu i Naczelnych Sądów Administracyjnych Unii Europejskiej, w 2006 został przewodniczącym tej organizacji.

## Odznaczenia i wyróżnienia
W 2001 został odznaczony przez prezydenta Aleksandra Kwaśniewskiego Krzyżem Komandorskim z Gwiazdą Orderu Odrodzenia Polski. Otrzymał również Krzyż Kawalerski tego orderu (1987), a także Srebrny Krzyż Zasługi (1978) i Medal 40-lecia Polski Ludowej. W 2014 otrzymał Medal „Zasłużony dla Wymiaru Sprawiedliwości – Bene Merentibus Iustitiae”, a w 2015 przyznaną przez premier Ewy Kopacz resortową Odznakę Honorową za Zasługi dla Legislacji.
W 2010 otrzymał tytuł doctora honoris causa Uniwersytetu Mikołaja Kopernika w Toruniu.